# フタバヤ
株式会社フタバヤは、滋賀県を営業基盤とするスーパーマーケット「フタバヤ」を運営する企業であり、株式会社バローホールディングスの100%子会社。本社は米原市顔戸1063-1。CGCグループに加盟している。

## 概要
1988年（昭和63年）に滋賀県内のスーパーマーケットで初めて「メンバーズカード」による顧客管理システムを導入した。また、精算後に買い物カゴを買い物袋代わりにそのまま持ち帰れる「そのままバスケット」サービスを試験的に実施している。
2018年（平成30年）8月29日に、岐阜県多治見市に本社を持つバローホールディングスが全株式を取得し、バローグループ入りした。バローグループ入り後も、CGC加盟は維持されている。

## 沿革
- 1964年（昭和39年）- 二葉屋創業。
- 1976年（昭和51年）- 有限会社ショッピングセンターフタバヤに組織変更。資本金200万円。
- 1979年（昭和54年）- 資本金を1000万円に増資。
- 1982年（昭和57年）- 株式会社に組織変更。資本金4000万円。
- 1985年（昭和60年）- 株式会社フタバ近江設立。
- 1991年（平成3年）- 株式会社メイトフタバ設立。
- 1993年（平成5年）- 株式会社フタバヤに社名変更。
- 1997年（平成9年） - 株式会社フタバヤ、株式会社フタバヤ近江、株式会社メイトフタバの3社を合併、株式会社フタバヤに統合。
- 2018年（平成30年） - 株式会社バローホールディングスが当社全株式を取得。バローホールディングスの完全子会社となる[1]。

## 店舗
- 長浜店 滋賀県長浜市八幡中山町1141-1
  - 旧・株式会社フタバヤ。登記上の本店所在地。2007年（平成19年）にリニューアル。
- 近江店 滋賀県米原市顔戸1063-1
  - 旧・株式会社フタバヤ近江。本部が置かれている。
- 彦根店 滋賀県彦根市高宮町長田1686
  - 旧・株式会社メイトフタバ。高齢化対策として、彦根店までの送迎バス「ふたばす」を週に8便運行している[3]（研究資料：[4]）。
- 彦根東店 滋賀県彦根市西沼波町カヨ田264-1
  - 2022年（令和4年）5月20日オープン[5]。